# 江別神社
江別神社（えべつじんじゃ）は、北海道江別市にある神社である。旧社格は郷社。
天照大神、大国主大神、加藤清正公を祀る。

## 歴史
明治18年（1885年）、熊本県から入植した屯田兵が守護神として加藤清正を江別市緑町の飛鳥山に祀って「飛鳥山神社」と称したのに始まる。明治24年（1891年）、出雲大社から大国主神を分祀した。
明治26年8月25日、江別駅前の萩ヶ丘に遷座し、現在の「江別神社」に改称した。大正4年（1915年）、大正天皇即位記念事業として社殿・社務所を造営し、伊勢神宮から天照大神を奉戴して主祭神とした。
大正6年（1917年）6月30日に村社に列格し、大正15年（1926年）5月12日に郷社に昇格した。
昭和59年（1984年）、鎮座百年を記念して現在の社殿が造営された。